# رابرت اسمیث
رابرت اسمیث (انگلیسی: Robert James Smith؛ زادهٔ ۲۱ آوریل ۱۹۵۹) خواننده-ترانه‌پرداز، گیتارنواز، آهنگ ساز، و خواننده اهل بریتانیا است. او تنها عضو همیشگی گروه راک کیور بوده‌است. همچنین او از سال ۱۹۸۲ تا ۱۹۸۴ نوازندهٔ اصلی گیتار در سوزی اند د بنشیز بود. اسمیث ظاهر و صدای خاصی دارد و به همین دلیل مشهور است. او در سال ۲۰۱۹ وارد تالار مشاهیر راک اند رول شد.
اسمیث از سال ۱۹۷۲ میلادی تاکنون مشغول فعالیت بوده‌است.

## اوایل زندگی
رابرت جیمز اسیمث در ۲۱ آوریل ۱۹۵۹ در بلکپول به دنیا آمد؛ او سومین فرزند از چهار فرزند ریتا مری و جیمز الکساندر اسمیت است. خانواده‌اش با موسیقی آشنا بودند، زیرا پدرش آواز می‌خواند و مادرش پیانو می‌نواخت. او کاتولیک بزرگ شد و بعدها آتئیست گردید. هنگامی که سه ساله بود، خانواده‌اش به هورلی نقل مکان کردند و در آن‌جا او در مدرسه ابتدایی سنت فرانسیس تحصیل کرد. هنگامی که شش ساله بود، خانواده‌اش این بار به کراولی نقل مکان کردند و او در مدرسه راهنمایی سنت فرانسیس تحصیل کرد. او بعداً از سال ۱۹۷۰ تا ۱۹۷۲ به مدرسه راهنمایی نوتردام و از سال ۱۹۷۲ تا ۱۹۷۷ به مدرسه راهنمایی دولتی سنت ویلفرد رفت. او و خواهر کوچکترش جنت در کودکی دروس پیانو را آموختند. او بعداً با کنایه گفت: «[جنت] اعجوبهٔ پیانو بود، بنابراین چشم‌وهم‌چشمی خواهر و برادری باعث شد که گیتار را انتخاب کنم چون او نمی‌توانست انگشتانش را دور دسته بگیرد.» او به اسمش هیتز گفت از حدود سال ۱۹۶۶ که هفت ساله شد، برادر بزرگترش ریچارد «چند آکورد اساسی» را در گیتار به او آموخت.